# 朱清松
朱清松（1929年3月20日—2016年11月20日），著名北管音樂家；出生於臺北市大稻埕（今大同區）。曾為臺北「共樂軒」北管弟子，爾後成為著名「小西園掌中劇團」的主唱。晚輩稱他為「松伯」，他的聲音高亢、穿透力強，加花轉韻繁複，並努力傳承北管音樂與戲曲，有時有應邀參與演出，或是應晚輩邀請幫忙後場。曾與「小西園」同赴美國十二州十所大學巡迴訪問，使得「小西園」成為北部傳統布袋戲的傳奇。

## 生平簡介

### 共樂軒，第一批子弟
1945年，朱清松加入共樂軒，由於歷經皇民化「禁鼓樂」的時期，團裡的藝員久已不動樂器，不免有些生疏，必須聘請職業的老師擔任司鼓，指揮後場，其他文武場則由子弟負責，因此先後請來阿獅先、出身內行班的黃石用、臺北「長興陞」亂彈班出身並本學正旦的「添財先」、桃園大溪興安社的阿香先，以及前後場皆能的呂木村教授團員。朱清松日後不斷與京劇、聲樂、亂彈後場等師友學習，但阿獅先與呂木村是他的「開筆先生」。朱清松在共樂軒最早學的是大花，後來也嘗試過小生、老旦、小旦、正旦與丑角。

### 因緣踏入，布袋戲界
1948年，「哈哈笑掌中戲團」的主演王炎找朱清松幫忙客串演出，成了他踏入布袋戲界的轉捩點，也開始成為「哈哈笑」的固定班底。密集的演出需要，讓朱清松開始專注布袋戲後場的學習，他先拜劇團中的李子財為師，學嗩吶。在李子財的教導下，朱清松努力學習戲臺所需的北管音樂。此外，為了因應需要，朱清松隨平劇票房「三合社」的打鼓先生水龜先學了很多「便套」，以便應急。當時的布袋戲團很多，以京劇音樂為後場非常流行，亦宛然、小西園都唱「外江」，他積極學習外江京劇音樂。然而，布袋戲班並沒有為團員進行職業訓練，朱清松只得向外另覓明師。他先請趙德厚老師擔任他的私人老師，趙先生在日治時期便已來到臺灣，專教藝妲唱曲，他不單教朱清松唱曲，也讓後者對於京劇的脈絡源流，各派的差異以及與北管的關係有深入的認識。
1954年，朱清松轉投李天祿的「亦宛然」，擔任二手絃吹，爾後唱曲，也同時進入中華票房學習，並曾粉墨登場演出。
1966年，「小西園」要到新竹內臺演出，邱火榮建議向李天祿借將，請朱清松幫忙唱曲。後因公路山崩阻滯，朱清松無法回去，只好待在小西園，開始負責琴與嗩吶。在小西園期間，他仍不斷尋訪其他老師。

### 世界巡迴，傳奇演出
1984年，「小西園」赴美國十二州十所大學巡迴訪問。至此，以邱火榮、朱清松、張金土、邱燈煌為後場，配合許王主演的組合維繫了三、四十年，長期的默契，無間的合作，使得「小西園」成為北部傳統布袋戲的傳奇。

### 拜師學藝，永無止盡
1986年，為了共樂軒的會員出殯需要弔辭，他向北管名師王宋來學習細曲。而中國京劇一級音樂家馬學義來臺講學時，他也跟隨學習。無止盡的學習，使他熟練後場各項樂器的操作。

### 耄耋之年，正式退休
2009年，年初正式退休離開「小西園」，但為挽救近百年歷史的「共樂軒」，在其全力積極的推動下，於民國九十八年正式登記成為社團法人，讓台北共樂軒更為正式化，更名為「社團法人台北共樂軒民藝文化協會」。

### 老驥伏櫪，志在千里
2009年後，退休的朱清松回復共樂軒好子弟的任務，與大家一同籌備共樂軒的百年大慶，並且繼續傳承北管音樂與戲曲，有時有應邀參與演出，或是應晚輩邀請幫忙後場。他時時感念共樂軒讓他成就家庭、事業與名聲，為了報答與共樂軒的這份情緣，將會繼續致力傳承、培育新人，以期復振北管音樂與戲曲，即便年事已高，依然「老驥伏櫪，志在千里」。2012年獲「101年臺北市傳統藝術藝師獎」，同年「北管」登錄文化資產，與張金土皆為資產保存者。

## 大事記
1929年　 0歲－於臺北大稻埕的「田寮仔內」（今田寮里）。
1935年　 6歲－就讀大橋公學校（今大橋國小）。
1940年　11歲－大橋公學校畢業。
1945年　16歲－加入雙連義勇獅、共樂軒，正是該團戰後招收的第一批子弟，同期的還有陳金來、張金土等人。當時主要學習前場。
1948年　19歲－受教於阿獅先、添財先、黃石用、呂木村。
1947年　18歲－與吳素娥結婚。
1948年　19歲－加入王炎的「哈哈笑掌中劇團」，剛開始踏入布袋戲界，先擔任二手絃吹、負責演唱，自此開啟越一甲子的後場主唱與樂師生涯。
1954年　25歲－加入李天祿的「亦宛然掌中劇團」，擔任二手絃吹。
1960年　31歲－加入「中華票房」演關公、劉備、黃忠等角色。同時應舊市場藝妲老師介紹，赴日本橫濱表演，並與潘玉嬌等人合錄《南天門》（鈴鈴唱片出版）。
1966年　37歲－加入許王的「小西園掌中劇團」。
1983年　54歲－元月，受「日本人形劇協會」邀請，前往日本東京、橫濱、名古屋、京都、神戶、四國、大阪、奈良等地演出，為期三週。
1984年　55歲－九月，受「密西根州立大學華美文教中心」邀請，前往美國12州共14個城市巡迴演出超過40場，為期35天。
1985年　56歲－七月，受「夏威夷東西文化中心」邀請，前往檀香山公演，後轉日本東京、大阪、奈良演出，為期14天。
1986年　57歲－向北管名師王宋來學習細曲。
1989年　60歲－二月，受新加坡政府邀請，於「春到河畔迎新年」活動中演出。
　　 　 　　　　五月，受國立歷史博物館邀請，再赴夏威夷演出。
　　 　 　　　　十月，受「德國波鴻偶戲協會暨法國世界文物之家」邀請，至西德、法國巴黎、南非演出，為期二個月。
1990年　61歲－十月，受邀前往大陸參加「泉州市第二屆世界木偶節」演出；回程受邀於香港「第十三屆亞洲藝術節」演出。
　　 　 　　　　十一月，參加「亂彈嬌北管劇團」在國軍文藝中心的創團演出《黃鶴樓》，飾演劉備。
1991年　62歲－十二月，應文建會邀請，至紐約中華新聞文化中心演出。
1992年　63歲－受邀前往中國山東、泉州參加「天下第一團」戲劇活動。
1993年　64歲－再度前往紐約中華新聞文化中心演出。
　　 　 　　　　六月，應僑委會邀請為臺灣同鄉會演出，至美國、加拿大演出共15場，為期35天。
　　 　 　　　　十一月，受瑞典皇家偶劇院邀請，至瑞典斯德哥爾摩、哥德堡、優密爾演出共9場。
1994年　65歲－二月，帶領新莊國小「小小西園掌中劇團」前往荷蘭演出。
　　 　 　　　　三月，巴黎新聞文化中心開幕，受文建會邀請前往法國演出。
1995年　66歲－八月，受加拿大同鄉會邀請，前往愛蒙頓、渥太華演出共14場。與邱火榮、潘玉嬌等再錄《天官賜福》（臺北：水晶有聲）。
1996年　67歲－五月，前往美國馬里蘭州、路易斯安那州演出，又因為文建會的邀請，第三度前往紐約中華新聞文化中心演出。
1998年　69歲－元月，受邀前往澳洲參加「第一屆多元文化節」，並巡迴雪梨、墨爾本演出。
　　 　 　　　　七月，受邀前往法國參加「亞維儂藝術季」、「庇里牛斯山藝術節」。
2001年　72歲－六月，當選「臺北市民間遊藝協會」第七屆理事。
2002年　73歲－元月，受邀前往紐約參加全美表演藝術經紀人協會（APAP）所舉辦藝術節晚會，並得到加州、德州等各地演出邀約。
　　 　 　　　　六月，受邀前往澳門文化中心演出。
　　 　 　　　　十月至十一月，受邀前往美國舊金山、紐約演出。
2003年　74歲－元月，受邀前往日本參加「在阪華春節祭」演出共3場。
　　 　 　　　　二月，受邀前往新加坡參加「華人藝術季」演出共6場。
　　 　 　　　　十二月，獲得臺北市政府頒發「文場終身成就獎（幕後主唱）」。
2005年　76歲－十一月，獲得「臺北市九十四年地方戲劇（掌中戲）觀摩匯演」最佳幕後主唱獎。
2006年　77歲－十月，當選「臺北市民間遊藝協會」第八屆理事。
2007年　78歲－九月至十二月擔任「96年度臺北縣傳統藝術傳習計畫-布袋戲研習營」講師。
　　 　 　　　　十月，獲得「臺北市九十六年掌中戲觀摩匯演」最佳幕後主唱獎，以及銀髮族技藝薪傳獎。
2009年　80歲－元月離開「小西園掌中劇團」。
八月，當選共樂軒第一屆監事。
　　 　 　　　　九月，當選「臺北市民間遊藝協會」第九屆理事。
2011年　82歲－七月，指導共樂軒子弟演出《蟠桃會》。
2012年　83歲－獲「101年臺北市傳統藝術藝師獎」，同年「北管」登錄文化資產，與張金土皆為資產保存者。

## 外部連結
- 一０一年臺北市傳統藝術藝師獎-朱清松藝師
- 小西園英雄榜-朱清松樂師
- 臺灣音樂群像 朱清松 （页面存档备份，存于）
- 守護、傳承，北管戲曲人物專訪-朱清松